# Иван Котев
Иван (Вано, Ванчу) Котев, известен като Белувчето или Беловчето, (изписване до 1945 година: Бѣлувче, Бѣловче) е български революционер, крушевски войвода, терорист на Вътрешната македоно-одринска революционна организация.

## Биография
Котев е роден в Крушево, в Османската империя, днес Северна Македония. Към 1901 година Таки Костов е член на терористичната група на Крушевския революционен комитет. През май 902 година участва в милицията, притекла се на помощ на обсадената в Ракитница чета на Велко Марков. По време на Илинденско-Преображенското въстание е четник при Иван Алябака. През Балканската война Котев е войвода на чета и взема участие в освобождаването на Крушево. Доброволец в Македоно-одринското опълчение.
Загива на 12 юли 1913 година в сражение със сръбски потери между селата Ракитница и Острилци, при Журечката река. Сърбите отрязват главата му след сражението и я разнасят из улиците на Крушево, за да сплашат българското население.